# うらぎり
『うらぎり』は、1989年10月30日～12月27日にTBS「花王 愛の劇場」枠にて放送されていた日本のテレビドラマ。主演は久野綾希子。全45話。

## キャスト
- 茜 - 久野綾希子
- 並木史朗（現・並樹史朗）
- 雅子 - 香坂みゆき
- 河原崎長一郎
- 美木良介
- 山本みどり
- 磯部勉
- 奥村公延
- 浅利香津代
- 伊藤高
- 北村昌子

## スタッフ
- 脚本 - 内舘牧子
- 演出 - 桜井秀雄
- 製作 - オフィス・ヘンミ、TBS

## 主題歌
- 『もう一度Yesterday』

作詞：岡田冨美子 / 作曲･編曲：服部克久 / 歌：久野綾希子